# Бор-Ундер
Бор-Ундер (монг. Бор-Өндөр) — невелике місто у Монголії у південно-західній частині аймаку Хентій. Населення міста становить 9298 (2010) у тому числі 128 іноземців.

Селище Бор-Ундер було засновано радянськими фахівцями у 1973 році. Місто забудовано 5-поверховими панельними будинками. Площа міста складає 144 км². Шахта, де добувають плавиковий шпат — єдина в Монголії.

## Промисловість
На відстані 60 км від ГЗК Бор-Ундер знаходиться родовище плавикового шпату «Дзунь-Цагаан Дель». Запаси плавикового шпату в якому складають 4,4 млн т., а середній вміст флюориту становить 30,71%.

25 червня 2009 року завершилась модернізація і введення в дію збагачувальної фабрики ГЗК Бор-Ундур КОО «Монголросцветмет». На її модернізацію було витрачено 6,25 млн дол. США. Це дозволить збільшити експорт концентрату плавикового шпату до 140 тисяч тонн.

## Транспорт
У місті є залізнична станція Бор-Ундер

Станом на 2007—2008 рік вона була кінцевою станцією для місцевого потяга Айраг — Бор-Ундер. Також планується будівництво залізничної колії Баянтумен — Бор-Ундер з використанням потужностей Російської залізниці. Ця залізниця має забезпечити можливість розробки родовищ східної Монголії.